# Mánchester (Iowa)
Mánchester es una ciudad ubicada en el condado de Delaware en el estado estadounidense de Iowa. En el Censo de 2010 tenía una población de 5179 habitantes y una densidad poblacional de 426,18 personas por km².

## Geografía
Mánchester se encuentra ubicada en las coordenadas 42°29′7″N 91°27′18″O / 42.48528, -91.45500. Según la Oficina del Censo de los Estados Unidos, Mánchester tiene una superficie total de 12.15 km², de la cual 12.11 km² corresponden a tierra firme y (0.32%) 0.04 km² es agua.

## Demografía
Según el censo de 2010, había 5179 personas residiendo en Mánchester. La densidad de población era de 426,18 hab./km². De los 5179 habitantes, Mánchester estaba compuesto por el 97.7% blancos, el 0.6% eran afroamericanos, el 0.27% eran amerindios, el 0.39% eran asiáticos, el 0.04% eran isleños del Pacífico, el 0.15% eran de otras razas y el 0.85% pertenecían a dos o más razas. Del total de la población el 0.93% eran hispanos o latinos de cualquier raza.